# Iwaniwci (obwód zakarpacki)
Iwaniwci (ukr. Іванівці) – wieś na Ukrainie, w obwodzie zakarpackim, w rejonie mukaczewskim, siedziba hromady. W 2001 liczyła 1212 mieszkańców, spośród których 1194 wskazało jako ojczysty język ukraiński, 8 rosyjski, 1 węgierski, 3 rumuński, a 16 inny.